# William Kennedy Smith
Pour les articles homonymes, voir William Smith et Smith.
William Kennedy Smith (né le 4 septembre 1960) est un médecin américain, et membre de la famille Kennedy.

## Présentation
William Kennedy Smith est le second fils de Stephen Edward Smith et de Jean Kennedy Smith (1928-2020), sœur cadette de John F. Kennedy.
Il est impliqué dans une affaire de viol en 1991 mais il est finalement acquitté au terme d'un procès médiatique. Les faits se sont déroulés le soir du vendredi 29 mars 1991, lors d'une soirée arrosée dans un bar de Palm Beach où se trouvent William Kennedy Smith, son oncle Ted Kennedy et son cousin Patrick J. Kennedy. 
En 2004, une ancienne employée du Center for International Rehabilitation, qu'a créé William Kennedy Smith, porte plainte pour des faits similaires, indiquant qu'elle avait été agressée sexuellement en 1999. William Kennedy Smith nie les charges, les traitant d’outrageuses et disant que « l’histoire familiale et personnelle m’ont rendu inhabituellement vulnérable à ce genre de charges ». Le 5 janvier 2005, la Cour rejette la plainte de l’employée.